# ネダプラチン
ネダプラチン（英語: Nedaplatin、略称:NDP）は、抗癌作用を持つ白金化合物である。商品名はアクプラ。塩野義製薬が開発し、日本では1995年6月に承認された。2016年に日医工へ販売移管された。
効能・効果は頭頸部癌・肺小細胞癌・肺非小細胞癌・食道癌・膀胱癌・精巣（睾丸）腫瘍・卵巣癌・子宮頸癌である。

## 作用機序
ネダプラチンは細胞内に入った後、グリコレート配位子のアルコール性酸素と白金の結合が切れて、白金に水が付加したイオン種（活性種、すなわちアコ錯体）を生成する。次に、一方が外れたグリコレート配位子は不安定になって脱離し、種々のイオン種に変化し、これらのイオン種がDNAと結合する。同効薬のシスプラチンと同様の経路でDNAと結合し、その結果、DNAの複製を阻害することにより抗腫瘍作用を示すと考えられている。

## 副作用
重大な副作用は、ショック、アナフィラキシー様症状、骨髄抑制（白血球だけでなく血小板も減少する）、アダムス・ストークス発作、難聴・聴力低下（1%から5%未満）、耳鳴、間質性肺炎、抗利尿ホルモン不適合分泌症候群のほか、腎不全（0.1%から1%未満）である。
シスプラチンと比べて悪心（7.25%）や嘔吐（4.46%）（シスプラチンでは悪心・嘔吐として85.3%）、食欲不振（3.40%、シスプラチンでは74.6%）などが軽減されているが、骨髄抑制は増加している（白血球減少：シスプラチン36.5%→ネダプラチン52.8%、血小板減少：シスプラチン17.0%→ネダプラチン44.8%、貧血：シスプラチン28.0%→ネダプラチン29.9%(Hb減少)・45.7%(赤血球障害)）:56:40。